# Ulica Nałęczowska w Lublinie
Ulica Nałęczowska – jedna z głównych ulic w Lublinie, ósma ulica w mieście pod względem długości (3946 m). Rozpoczyna się na skrzyżowaniu z Aleją Kraśnicką i ulicą Głęboką (na Helenowie, dzielnice Sławinek i Konstantynów) i biegnie do zachodnich granic miasta wzdłuż drogi wojewódzkiej nr 830 (dzielnica Szerokie). Ulica jest jednojezdniowa.

## Pochodzenie nazwy
Nazwa pochodzi od drogi wylotowej w kierunku Nałęczowa.

## Komunikacja miejska
Ulicą kursują następujące linie autobusowe MPK Lublin:
- na całości ulicy: 79
- od ulicy Morwowej do granic miasta: 3, 33
- od ulicy Morwowej do Ślężan: 54